# 放浪人 (TABIBITO)
「放浪人(TABIBITO)」（たびびと）は、チャゲ&飛鳥（現：CHAGE and ASKA）の楽曲。自身の4作目のシングルとして、ワーナー・パイオニア（現：ワーナーミュージック・ジャパン）から1981年5月25日に発売された。

## 背景
本作でシングル表題曲で初めてチャゲが作曲を担当した。

## 収録曲
| 全編曲: 瀬尾一三。 |                      |           |           |      |
| #                  | タイトル             | 作詞      | 作曲      | 時間 |
| 1.                 | 「放浪人(TABIBITO)」 | 松井五郎  | チャゲ    | 3:51 |
| 2.                 | 「真夏の国境」       | 飛鳥涼    | 飛鳥涼    | 5:07 |
| 合計時間:          | 合計時間:            | 合計時間: | 合計時間: | 8:58 |

## 楽曲解説
1. 放浪人(TABIBITO)
作曲はチャゲであるが、メインボーカルは飛鳥が担っている。
LP未収録であったが、アルバム『黄昏の騎士』がキャニオンレコードからCDが再発売される際にボーナス・トラックとして収録された。
CD-BOX『SUPER BEST BOX SINGLE HISTORY 1979-1994 AND Snow Mail』にも収録されているが、イントロがシングル収録時より10秒以上長くなっているほか、ストリングスの音がほとんど聴き取れなくなっているなどオリジナル音源とはミックスが異なっている。
ライブ音源が2009年に初CD化され、完全収録盤となった『ライブ・イン田園コロシアム 〜The 夏祭り'81』に収録されている。
2. 真夏の国境
LP未収録であったが、アルバム『黄昏の騎士』がキャニオンレコードからCDが再発売される際にボーナス・トラックとして収録された。

## 収録アルバム
- ライブ・イン田園コロシアム 〜The 夏祭り'81 (#1,#2)※ライブ音源
- 黄昏の騎士 (#1,#2)
- 1983.9.30 CHAGE&ASUKA LIVE IN YOYOGI STADIUM (#2)※ライブ音源
- SUPER BEST (#1)
- SUPER BEST BOX SINGLE HISTORY 1979-1994 AND Snow Mail (#1) ※リミックス・バージョン